# 京都工芸繊維大学工業短期大学部
京都工芸繊維大学工業短期大学部（きょうとこうげいせんいだいがくこうぎょうたんきだいがくぶ、英語: Technical College, Kyoto Institute of Technology）は、京都府京都市左京区松ヶ崎橋上町に本部を置いていた日本の国立大学である。1951年に設置され、1992年に廃止された。

## 概要

### 大学全体
- 京都府京都市左京区に所在した日本の国立短期大学で、併設元は京都工芸繊維大学工学部。
- 1951年に日本初の国立短大4校の一つとして開学。昭和末期においては近畿でも有数の夜間工科系となっていた。
- 1988年度の入学生を最後に[注釈 2]、1992年に短期大学としての使命を終える[注釈 3]。

### 教育および研究
- 京都工芸繊維大学工業短期大学部には、全国でも数少ない写真工学科が設置されていた。

### 学風および特色
- 京都工芸繊維大学工業短期大学部は、修業年限夜間部3年制が設置されており、社会人学生が多いものとなっていた。

## 沿革
- 1950年
  - 10月 文部省[注釈 4]に短期大学[注 1]の設置認可に関する申請を行う。なお、設置計画の学科は以下の通りとなっている[6]。
    - 機械電気科
    - 化学工業科
- 1951年
  - 4月1日 左記を以て文部省[注 2]より短期大学の設置が認可される[7]。
  - 同 京都工芸繊維大学工業短期大学部が以下の学科体制にて開学[8]。
    - 機械電気科第二部 入学定員40名
    - 化学工業科第二部 入学定員40名
- 1954年
  - 5月1日 学生数[9]/定員
    - 機械電気科第二部 123[注釈 5]/120
    - 化学工業科第二部 87[注釈 5]/120
- 1961年
  - 4月1日 史実上、化学工業科においてはじめて女子学生の在籍が認められる。
  - 5月1日 学生数[10]/定員
    - 機械電気科第二部 139[注釈 5]/120
    - 化学工業科第二部 76[注釈 6]/120
- 1965年
  - 4月1日 この年度の入学生より、機械電気科第二部を以下の通り改組する[11]。
    - 機械科第二部 入学定員40名
    - 電気科第二部 入学定員40名

  - 5月1日 学生数[12]/定員
    - 機械科 33[注釈 5]/40
    - 電気科 40[注釈 5]/40
      - 機械電気科 109[注釈 5]/80

    - 化学工業科 101[注釈 7]/120
- 1969年
  - 4月1日 以下の学科を増設する[13]。
    - 写真工学科 入学定員40名

  - 同 学科名を以下の通り変更する
    - 機械科→機械工学科[14]。
    - 電気科→電気工学科[14]。
    - 化学工業科→工業化学科[注 3]。
- 1970年
  - 3月31日 左記をもって旧来の機械電気科第二部を正式に廃止とする[16]。
  - 4月1日 史実上、電気工学科においてはじめて女子学生の在籍が認められる。
  - 5月1日 学生数[17]/定員
    - 機械工学科 144[注釈 5]/120
    - 電気工学科 138[注釈 6]/120
    - 工業化学科 130[注釈 8]/120
    - 写真工学科 74[注 4]/80
- 1983年
  - 4月1日 史実上、機械工学科においてはじめて女子学生の在籍が認められる。
  - 5月1日 学生数[18][19]/定員
    - 機械工学科 134[注釈 6]/120
    - 電気工学科 153[注釈 7]/120
    - 工業化学科 128[注釈 9]/120
    - 写真工学科 138[注釈 10]/80
- 1985年
  - 年ごとの学生数は以下の通りとなっている。
  - 5月1日 学生数[20]/定員
    - 機械工学科 148[注釈 11]/120
    - 電気工学科 149[注釈 9]/120
    - 工業化学科 133[注 5]/120
    - 写真工学科 145[注釈 10]/120
- 1986年
  - 5月1日 学生数[21]/定員
    - 機械工学科 138[注釈 11]/120
    - 電気工学科 139[注釈 12]/120　
    - 工業化学科 129[注 6]/120
    - 写真工学科 147[注 7]/120
- 1987年
  - 5月1日 学生数[22]/定員
    - 機械工学科 133[注釈 7]/120
    - 電気工学科 143[注 8]/120
    - 工業化学科 123[注 9]/120
    - 写真工学科 138[注 10]/120
- 1988年
  - 4月1日 この年度で学生募集を最終とする[注釈 2]。
  - 5月1日 学生数[23]/定員
    - 機械工学科第二部 131[注釈 6]/120　
    - 電気工学科第二部 140[注 11]/120
    - 工業化学科第二部 121[注 12]/120
    - 写真工学科第二部 133[注 13]/120
- 1989年
  - 学生募集を停止した後における年毎の学生数は以下の通り。
  - 5月1日 学生数[24]/定員
    - 機械工学科第二部 81[注釈 5]/80
    - 電気工学科第二部 90[注釈 6]/80
    - 工業化学科第二部 79[注釈 8]/80
    - 写真工学科第二部 90[注釈 12]/80
- 1990年
  - 5月1日 学生数[25]/定員
    - 機械工学科第二部 43[注釈 5]/40
    - 電気工学科第二部 52[注釈 6]/40
    - 工業化学科第二部 37[注 14]/40
    - 写真工学科第二部 44[注釈 8]/40
- 1991年
  - 5月1日 学生数[26]/定員
    - 電気工学科第二部 2[注釈 5]/-
    - 工業化学科第二部 1[注釈 5]-
- 1992年
  - 4月1日 左記をもって正式に廃止とする[注釈 3]。

## 基礎データ

### 所在地
- 京都府京都市左京区松ヶ崎橋上町[注釈 1]

### 象徴
- 使用されていたカレッジマークは京都工芸繊維大学と同じ[27]。

## 教育および研究

### 組織

#### 学科[注 15]
- 機械工学科第二部 入学定員40名
- 電気工学科第二部 入学定員40名
- 工業化学科第二部 入学定員40名
- 写真工学科第二部 入学定員40名

#### 専攻科
- なし

#### 別科
- なし

#### 取得資格について
- 中学校教諭二級免許状が設置されていた[29]。
  - 数学
  - 理科:工業化学科[27]
  - 職業[注釈 13]
  - 技術
    - 機械工学科[27]
    - 電気工学科[27]
- 当初は高等学校教諭免許状の課程も設置されていた[32]。
  - 理科：化学工業科（のちの工業化学科）
  - 数学[注釈 13]
  - 工業：機械電気科[注 16]

### 研究
- 『化學工業』[33]

## 大学関係者と組織

### 大学関係者一覧

#### 大学関係者

##### 歴代学長
- 中沢良夫：初代学長
- 大倉三郎
- 藤本武助
- 増尾富士雄
- 吉田徳之助
- 福井謙一
- 巽友正：最終学長

## 施設
- 京都工芸繊維大学と共同。

### 寮
- 男子を対象に大学と共同で選考の上で若干名利用できるシステムとなっていた[29]。

## 卒業後の進路について

### 編入学・進学実績
- 京都工芸繊維大学への編入学制度があった[29]。